# Erševskaja
Erševskaja (in lingua russa Ершевская) è una città situata in Russia, nell'Oblast' di Arcangelo, più precisamente nel Krasnoborskij rajon.